# Aéroport de Lympne
L'aéroport de Lympne est un terrain d'aviation civile et militaire (code IATA : LYM • code OACI : EGMK) à Lympne, Kent, Royaume-Uni, qui a été en activité de 1916 à 1984.

## Histoire
Pendant la Première Guerre mondiale, RFC Lympne est, à l’origine, un aéroport pour les avions en provenance et à destination de la France, mais est ensuite désigné comme aéroport de première classe de la Royal Air Force (RAF). Il devient un aérodrome civil en 1919 et voit le lancement des premiers services de courrier aérien après l'armistice de 1918. C'est l'un des quatre premiers aérodromes du Royaume-Uni à disposer d'installations douanières.
Lympne est également impliqué dans l'évolution du contrôle du trafic aérien, les installations se développant et s'améliorant au cours des années 1920-1930. Dans les années 1920, Lympne est le lieu des essais d’avions légers à partir desquels un certain nombre de types d’avions sont entrés en production. Des courses aériennes ont également lieu à Lympne. C'est de cet aéroport qu'est parti l'aviateur Bill Lancaster pour sa tentative de record de vol en solitaire vers Le Cap en 1933, durant laquelle il perdra la vie.
Juste avant la Seconde Guerre mondiale, l'aéroport est réquisitionné par le Fleet Air Arm. Il est nommé HMS Buzzard et rebaptisé HMS Daedalus II trois mois plus tard, avant d'être transféré à la Royal Air Force en mai 1940. Pendant la guerre, Lympne est une base de chasse de première ligne, la RAF Lympne. Il est lourdement bombardé lors de la bataille d'Angleterre en 1940 et mis hors de combat pendant plusieurs semaines. Il est trop proche de la côte pour servir de base à un escadron, mais des escadrons y sont quand même détachés au jour le jour.
Lympne retourne à un usage civil le 1er janvier 1946. En 1948, Silver City Airways inaugure le premier service de ferry aérien au départ de Lympne. Les problèmes avec la piste en herbe souvent gorgée d'eau et le refus du ministère des Transports et de l'aviation civile pour moderniser l'aérodrome conduit Silver City à transférer les opérations à Lydd (Ferryfield) en 1954. En 1956, la propriété de l'aéroport est transférée à « Eric Rylands Ltd », la société Skyways Limited (en). Skyways exploite un service de transport aérien entre Londres et Paris, assurant le transport de passagers de Lympne à Beauvais. Ce service fonctionne jusqu'en 1974 (1955-1958 : Skyways d'origine ; 1958-1971 : Skyways Coach-Air ; 1971-1972: Skyways International ; 1972-1974: Dan-Air Skyways ). Après la cessation de ses opérations commerciales en octobre 1974, Lympne continue d’être utilisé comme aérodrome de l’aviation générale jusqu’en 1984 environ. Le site est maintenant une zone industrielle.

## Histoire de Silver City Airways à Lympne
Silver City Airways emménage à Lympne en 1948, exploitant l'avion Bristol Freighter Mk.21. Un ferry aérien à destination du Touquet-Paris-Plage est mis en service le 13 juillet 1948. Le ferry aérien est l'idée de Griffith J Powell, qui souhaite passer des vacances en France mais qui n'aime pas prendre le ferry boat. La société Bristol prête un avion pour une expérience le 7 juillet 1948. La première voiture, l’Armstrong Siddeley 16 de Powell, est transportée par le G-AGVC. Le Bristol Freighter Mk.21 peut transporter deux voitures. Bien que seulement 170 voitures soient transportées en 1948, l'expérience est encourageante.
Le service aérien est initialement exploité sur une base charter. Après avoir fermé pendant l'hiver, le service aérien reprend en service régulier le 13 avril 1949. En 1949, deux avions transportent 2 700 voitures. En 1950, le chiffre passe à 3 850 voitures et 1 000 motos et d'autres véhicules, transportant également 15 000 passagers. Cette année-là, un chauffeur londonien propose un service de taxi Londres-Paris. Silver City Airways estime pouvoir transporter près de 7 000 voitures en 1953, mais ce chiffre est atteint en 1951. De trois avions, ils passent à six pour faire face à la demande croissante. Plus de 13 000 véhicules sont transportés, avec 42 vols aller-retour tous les jours aux heures de pointe. La durée de vol entre Lympne et Le Touquet est de 18 minutes.
En février 1953, le terrain en gazon de Lympne est détrempé et les services transférés temporairement à Southend. En septembre, le service est à nouveau arrêté à cause de la saturation en eau du terrain d'aviation, la compagnie est transférée à la RAF West Malling. Six Bristol Superfreighter Mk.32 sont achetés en mars 1953, au prix de 540 000 £  chacun pouvant transporter trois voitures et un service vers Ostende est mis en place. Skyways est resté à Lympne jusqu'en octobre 1954, date à laquelle il est transféré à Lydd (Ferryfield). Le 3 octobre 1954,  le dernier vol de Silver City vers le Touquet-Paris-Plage est exploité par le Bristol Freighter G-VBCI. Silver City transfère ses activités à l'aéroport de Lydd, la piste d'atterrissage de Lympne n'étant pas adaptée. Le ministère de l'Aviation civile, le plus gros client de Lympne, avait pourtant fait campagne pour l'amélioration de la piste. Silver City déclare qu'elle va construire un aéroport adapté à ses besoins à Lydd.

### Ouvrages
- (en) David G Collyer, Lympne Airport in old photographs, Stroud, Alan Sutton Publishing Ltd, 1992 (ISBN 0-7509-0169-1)
- (en) Ken Delve, The Military Airfields of Britain. Southern England : Kent, Hampshire, Surrey and Sussex, Ramsbury, The Crowood Press Ltd, 2005 (ISBN 1-86126-729-0)
- (en) Bill Gunston, Combat Aircraft, Salamander, 1976 (ISBN 0-600-33144-X), « De Havilland Airco D.H.4. »« 160 hp BHP (Beardmore-Halford-Pullinger) engine, »
- (en) David W. Lee, Action Stations Revisited, Volume 3 South East England, Crecy Publishing Ltd, 2010, 344 p. (ISBN 978-0-85979-110-6)
- (en) Ben Warlow, Shore Establishments of the Royal Navy : Being a List of the Static Ships and Establishments of the Royal Navy, Liskeard, Cornwall, Maritime Books, 2000, 182 p. (ISBN 0-907771-73-4)
- (en) Charles Woodley, Golden Age – British Civil Aviation 1945–1965, Shrewsbury, Airlife, 1992 (ISBN 1-85310-259-8)